# سيد أباد (دشتياري)
سيد أباد (بالفارسية: سیدآباد) هي قرية تقع في قسم باهوكلات الريفي (مقاطعة تشابهار) في إيران. يقدر عدد سكانها بـ 595 نسمة بحسب إحصاء 2016.